# Provincia de Harima
Harima (播磨国, はりまのくに, Harima-no-kuni ou 播磨, はりま), también conocida como Banshu (播州), fue una provincia histórica de Japón, que se ubicaría en la actual prefectura de Hyōgo,en la isla de Honshū. 
La capital de la provincia era Himeji.
La provincia de Harima limitaba con las provincias Tanba, Inaba, Settsu, Tajima, Mimasaka y Bizen.